# آراللو
آراللو شهری از توابع مرکز بخش هیر شهرستان اردبیل در استان اردبیل  و در فاصله ۱۱ کیلومتری روستای یایچی   است.
که پس از ادغام با روستای آراللوی کوچک، به شهر تبدیل و به عنوان شهر آراللو شناخته می‌شود